# Sarsia barentsi
Sarsia barentsi är en nässeldjursart som beskrevs av Linko 1905. Sarsia barentsi ingår i släktet Sarsia och familjen Corynidae.
Artens utbredningsområde är Norra Ishavet. Inga underarter finns listade i Catalogue of Life.